# Abborrtjärn (Tännäs socken, Härjedalen)
Abborrtjärn är en sjö i Härjedalens kommun i Härjedalen och ingår i Ljusnans huvudavrinningsområde.